# O Cortiço
O Cortiço és una pel·lícula brasilera del 1978, del gènere dramàtic, dirigida per Francisco Ramalho Jr., amb guió basat en el llibre del mateix nom d'Aluísio Azevedo. Fou exhibida a la secció de Nous Realitzadors del Festival Internacional de Cinema de Sant Sebastià 1978.

## Argument
Relata les relacions difícils entre diversos personatges carismàtics amb el seu terratinent en el segle XIX.

## Repartiment
- Armando Bógus...João Romão
- Betty Faria...Rita Baiana
- Mário Gomes...Jerônimo
- Maria Alves...Leocádia
- Maurício do Valle...Miranda
- Jorge Coutinho...Alexandre
- Ítala Nandi...Estela
- Beatriz Segall...Isabel
- Jacyra Silva...Bertoleza
- Zaira Zambelli...Zulmira
- Antônio Pompêo...Firmo
- Helber Rangel
- Sílvia Salgado...Pombinha
- Carmem Monegal
- Marco Antônio
- Phydias Barbosa
- Leônidas Bayer
- Teresa Briggs
- Dinorah Brillanti